# Fritz Gosslau
Fritz Gosslau (Berlino, 25 marzo 1898 – Grünwald, 1º dicembre 1965) è stato un ingegnere tedesco noto principalmente per i suoi studi sul pulsoreattore e la sua collaborazione allo sviluppo della bomba volante V1 (Fieseler Fi 103) e del suo motore Argus As 014.

## Biografia

### Gli studi
Fritz Gosslau nasce il 25 marzo 1898 a Berlino, capitale della allora Prussia orientale. Dopo i primi anni di studi consegue, nel 1923, la laurea in ingegneria presso la Technische Universität Berlin, l'Università tecnica di Berlino, e successivamente, nel 1926, ottiene un Dottorato per una ricerca sul tema "Calcoli e studi sperimentali sulla gestione della temperatura ai fini del miglioramento delle prestazioni nei motori aeronautici raffreddati ad aria".

### Le prime esperienze professionali
Negli anni successivi ottiene il suo primo incarico collaborando allo sviluppo dei motori aeronautici prodotti dalla Siemens & Halske, la divisione della Siemens che si occupava della produzione del settore dal 1912. Gosslau rimase fino al 1930, anno in cui la società madre decise di abbandonare il settore aeronautico; di conseguenza Gosslau si offrì alla Argus Motoren GmbH, azienda che si occupava esclusivamente di motori aeronautici e che avevano scelto di seguire la scelta tecnologica del raffreddamento ad aria. In virtù della precedente esperienza e del suo dottorato di ricerca venne assunto, affiancato all'allora staff di progettisti e collaborando con questi alla progettazione e sviluppo dei 12 cilindri a V Argus As 410 ed As 411.